# Pero de Cassemajor
Peter (Pero) de Cassemajor ('s-Hertogenbosch, 14 februari 1679 - Deurne, 8 augustus 1745) was een Nederlandse schout.

## Bestuurlijke carrière
Pero de Cassemajor werd geboren als zoon van Johan de Cassemajor en Christina van Muijswinckel. Hij was de jongste in een gezin van vijf kinderen. Pero de Cassemajor was als notaris werkzaam te 's-Hertogenbosch, en volgde in 1720 zijn jong overleden broer Johan de Cassemajor op als schout van de heerlijkheid Deurne. Een jaar eerder was hij er al secretaris geworden, een ambt dat hij net als dat van schout tot kort voor zijn dood, in 1744, bekleedde. In 1715 was hij koning van het Sint-Jorisgilde te Deurne.
Hij woonde tot zijn dood op het Klein Kasteel te Deurne. Vier dagen na zijn dood werd hij begraven in de Sint-Willibrorduskerk. In 1702 huwde hij met Joanna Catharina Muller, die voor hem stierf. Samen kregen zij zeven kinderen, van wie Christina Cornelia trouwde met haar volle neef Johan de Cassemajor, drossaard te Helmond. Zoon Samuel werd net als zijn vader notaris te 's-Hertogenbosch, en via dochter Urselina Philippina, die huwde met de Deurnese predikant Hendrik Sluiter, mogen vele protestantse Brabanders Pero de Cassemajor tot hun voorvaderen rekenen.

## Verwantschappen
De predikant Stephanus Hanewinkel was zijn achterkleinzoon. Diens vader Hermanus Christianus Hanewinkel huwde met De Cassemajors kleindochter Catharina Elisabeth Sluiter. Annemarie Gualthérie van Weezel, de echtgenote van Prins Carlos, behoort tot de nazaten van zowel Stephanus Hanewinkel als De Cassemajor.